# GSat–9
GSat–9 indiai kereskedelmi távközlési műhold.

## Küldetés
Szolgáltatásával a teljes indiai szubkontinenst lefedi.

## Jellemzői
Építette és üzemeltette a Bharatiya Antariksh Anusandhān Sangatn (ISAR), üzemeltetésben részt vett az Indiai Űrkutatási Szervezet (angolul: Indian Space Research Organisation) vállalata.
Megnevezései: Gsat–9 (Geostationary Satellite).
Szolgálatba állításának tervezett ideje 2014. június 30. A Sriharikota rakétabázisról LC–11 (LC–Launch Complex) jelű indítóállványról egy jelentősen áttervezett GSLV hordozórakétával kívánják közepes magasságú Föld körüli pályára állítani.
Három tengelyesen stabilizált (csillag-Föld érzékeny) űreszköz. Formája téglatest, tömege 2350 kilogramm. Az űreszközhöz két napelemet rögzítenek (2800 watt), éjszakai (földárnyék) energiaellátását lítiumion-akkumulátorok biztosítják. Tervezett szolgálati ideje 12 év. A stabilitás és a pályaelemek elősegítése érdekében gázfúvókákkal is felszerelik. Az űregység UHF-sávos, S-sávos, 6 C-sávos és 24 KU-sávos tartományban dolgozik. Távközlési berendezései közvetlen digitális rádió- és internet átviteli szolgáltatást, tömörített televíziós műsorszórást és más kommunikációs szolgáltatásokat nyújtanak (helymeghatározás, rádió telefon, távoktatás).